# Joux-la-Ville
Joux-la-Ville – miejscowość i gmina we Francji, w regionie Burgundia-Franche-Comté, w departamencie Yonne.
Według danych na rok 1990 gminę zamieszkiwały 473 osoby, a gęstość zaludnienia wynosiła 11 osób/km² (wśród 2044 gmin Burgundii Joux-la-Ville plasuje się na 477. miejscu pod względem liczby ludności, natomiast pod względem powierzchni na miejscu 57.).